# Get Mama a House
Get Mama a House är en singel med Teddybears som fick uppmärksamhet genom Fastighetsbyråns reklamfilm Såld.
Musiken till låten skrevs av Klas Åhlund speciellt för Fastighetsbyråns reklamfilm. Teddybears gjorde den version som hörs i reklamfilmen. Låten blev mycket populär [källa behövs] och släpptes som singel 2009.